# ترول (افسانه)
ترول (به انگلیسی: Troll) شخصیتی فراطبیعی و افسانه‌ای در اساطیر اسکاندیناوی کهن است. ترول به‌صورت عامه مترادفی منفی از یوتون تلقی می‌گردد. ترول‌ها مخلوقاتی شبیه‌به غول در اسطوره‌های اسکاندیناوی هستند. آن‌ها اغلب با ترکیبی از شکل والد و کودک ظاهر می‌شوند تا انسان‌ها را اذیت کنند یا به آن‌ها حمله کنند و ممکن است به‌طرز تهدیدکننده‌ای خشن باشند، البته امروزه ترول در رسانه‌ها به انواع مختلف به‌تصویر کشیده شده‌است. ترول‌ها به افسانه‌های معاصر هم راه یافته‌اند، مثلاً در خیال‌پردازی ارباب حلقه‌ها یا هنر نبرد (وارکرفت) یا مجموعهٔ هری پاتر و مجموعهٔ هیلدا و سری انیمیشن های ترول ها و سری انیمیشن های فروزن.

## ریشه‌شناسی اسم
در زبان فودارک باستان آن‌ها را تورس Thurs (از دودمان - ژرمنی * Þurisaz) می‌نامند و در فرهنگ مردمی اسکاندیناوی، Tusse نام نروژی برای گونه‌ای از ترول‌ها می‌باشد که گرفته شده از کلمه Þurs در نورس قدیم می‌باشد. در انگلیسی کهن نیز واژه هم ریشه þyrs به همین مفهوم می‌باشد.
در فرهنگ عامه اسکاندیناوی، هیولای غول پیکری که گاه دارای قدرت جادویی است. ترول‌ها که با انسان‌ها دشمنی می‌ورزند در قصرهایشان زندگی می‌کنند و با تاریکی هوا نواحی اطراف را تحت سیطره خود درمی‌آورند. اگر در معرض آفتاب قرار بگیرند می‌ترکند یا سنگ می‌شوند. در داستان‌های جدیدتر ترول معمولاً به اندازه انسان یا موجودات کوچکتری مثل دورف‌ها و اِلف‌ها هستند. آن‌ها در کوهستان‌ها زندگی می‌کنند، گاه دوشیزگان را می‌دزدند و می‌توانند تغییر شکل دهند و آینده را ببینند.